# Glinokrzemiany
Glinokrzemiany – grupa nieorganicznych związków chemicznych, sole, w których występują aniony złożone z glinu, krzemu i tlenu. Bardzo szeroka klasa materiałów naturalnych i syntetycznych, obejmująca m.in. powszechnie występujące w naturze zeolity, kaolinit, andaluzyt, dysten, silimanit i anortyt oraz syntetyczne glinokrzemiany polimeryczne, np. geopolimery.